# Nux (poema)
La Nux (in latino albero di noce) è un'elegia latina, in passato attribuita a Ovidio.

## Contenuto e interpretazione
L'opera si presenta come monologo in distici elegiaci (182 versi): un albero di noce parla in prima persona, lamentandosi dell'ingrato trattamento riservatogli dai passanti; tale tema di base è ripreso da una delle Favole di Esopo (Chambry 250). In aggiunta vengono descritti anche cinque giochi praticati dai fanciulli con i frutti dell'albero.
Nel Rinascimento, Erasmo da Rotterdam scrisse un commento al poemetto e lo considerò una satira contro i vizi contemporanei all'autore. Altri vi hanno visto un'allegoria in cui Ovidio, durante il suo esilio a Tomi sul Mar Nero comminatogli da Augusto, avrebbe voluto criticare in forma velata l'ingratitudine che l'imperatore gli avrebbe mostrato.

## Paternità
Nei manoscritti più antichi, datati dall'XI al XVI secolo, l'elegia veniva attribuita senz'altro ad Ovidio. Solo dal XIX secolo in poi la paternità ovidiana fu messa in discussione, in particolare dal filologo tedesco Ulrich von Wilamowitz-Moellendorff nel 1877. Nel 1910, con una dettagliata analisi linguistica, Carl Ganzenmüller tentò di difendere l'attribuzione tradizionale. La questione, pertanto, rimane aperta.

## Edizioni
Edizioni critiche
- Publii Ovidii Nasonis Halieutica, Fragmenta, Nux. Incerti Consolatio ad Liviam, edidit F. W. Lenz, Paravia, Torino 1937.
- Publii Ovidi Nasonis Nux elegia, edidit recognovitque R. M. Pulbrook, Maynooth University Press 1985.